# Ganjam
Ganjam è una città dell'India di 11.312 abitanti, situata nel distretto di Ganjam, nello stato federato dell'Orissa. In base al numero di abitanti la città rientra nella classe IV (da 10.000 a 19.999 persone).

## Geografia fisica
La città è situata a 19° 19' 0 N e 84° 46' 60 E e ha un'altitudine di 26 m s.l.m..

## Società

### Evoluzione demografica
Al censimento del 2001 la popolazione di Ganjam assommava a 11.312 persone, delle quali 5.819 maschi e 5.493 femmine. I bambini di età inferiore o uguale ai sei anni assommavano a 1.206, dei quali 654 maschi e 552 femmine. Infine, coloro che erano in grado di saper almeno leggere e scrivere erano 8.389, dei quali 4.932 maschi e 3.457 femmine.